# 枫林站 (黄石市)
枫林站，位于中华人民共和国湖北省黄石市阳新县枫林镇，是武九客运专线上的高铁站，2017年9月21日开通启用，由武汉铁路局武昌车务段管辖。

## 車站周邊
- 枫林大酒店
- 枫林镇人民政府
- 中国电信枫林营业厅

## 歷史
- 2017年9月21日开通启用。

## 外部連結
- 中国铁路客户服务中心 （页面存档备份，存于）